# Chomiąża (Malczyce)
Chomiąża (deutsch: Kamöse, früher Camöse) ist ein Dorf in der Landgemeinde Malczyce (Maltsch) im Powiat Średzki der Woiwodschaft Niederschlesien in Polen.

## Geschichte
Der Ort trug im Laufe der Jahrhunderte verschiedene Bezeichnungen: von  Chomesa (1175), Chomescha (1224) über  Kumeise (1403), beziehungsweise Kumeyse (1410) ging es im 18. Jahrhundert zu Komeise (1711), Cameise (1775) zu Camese (1786) und schließlich zu Camöse (1845). Nach dem Ersten Schlesischen Krieg fiel Camöse mit dem größten Teil Schlesiens 1741/42 an Preußen. Grundherr war bis zur Säkularisation das Stift Trebnitz, darauf das königliche Rentamt Neumarkt. 1845 zählte Camöse 61 Häuser, eine Freischoltisei, 556 Einwohner (177 katholisch und der Rest evangelisch), eine katholische Pfarrkirche mit drei Hufen Pfarrwidum (eingepfarrt: Breitenau, Maltsch, Renitz, Schadewinkel und Rauße), eine katholische Schule mit einem Lehrer und einem Hilfslehrer, eine evangelische Schule nur für den Ort mit einem Lehrer, zwei Windmühlen, eine Brauerei, eine Brennerei, 21 Handwerker und acht Händler. Bis 1945 gehörte der Ort zum Landkreis Neumarkt. Als Folge des Zweiten Weltkriegs fiel Kamöse mit fast ganz Schlesien 1945 an Polen. Nachfolgend wurde es in Chomiąża umbenannt. In der Folgezeit wurde die einheimische deutsche Bevölkerung – soweit sie nicht vorher geflohen war – vertrieben. Die neu angesiedelten Bewohner stammten teilweise aus Ostpolen, das an die Sowjetunion gefallen war.

## Sehenswürdigkeiten
- Sühnekreuz aus dem 14.–15. Jahrhundert.

- Die katholische Pfarrkirche St. Michael (polnisch kościół parafii pw. św. Michała Archanioła) ist eine barocke Saalkirche. Sie wurde 1693–1696 als Stiftung der  Trebnitzer Äbtissin Christina Katharina Pawlowska aus Würben durch Umbau einer gotischen Kirche, die erstmals 1224 erwähnt worden war, errichtet. Es ist ein Langhaus mit dreiseitig geschlossenem Chor und einem Turm. Die barocke Innenausstattung wurde in den Leubuser Klosterwerkstätten geschaffen. Sie besteht aus einem Hauptaltar, dessen Gemälde den Erzengel Michael darstellt und vom Neisser Maler Ferdinand Winter (1830–1896) geschaffen wurde, einer Kanzel und zwei Seitenaltären, die der hl. Hedwig und der Unbefleckten Empfängnis gewidmet sind. Das Deckengemälde des Langhauses wurde von Ignaz Axter[2] geschaffen. Es zeigt die Himmelfahrt Mariens, die vier Evangelisten, die Kirchenväter und die Glorifizierung der hl Hedwig.[3]

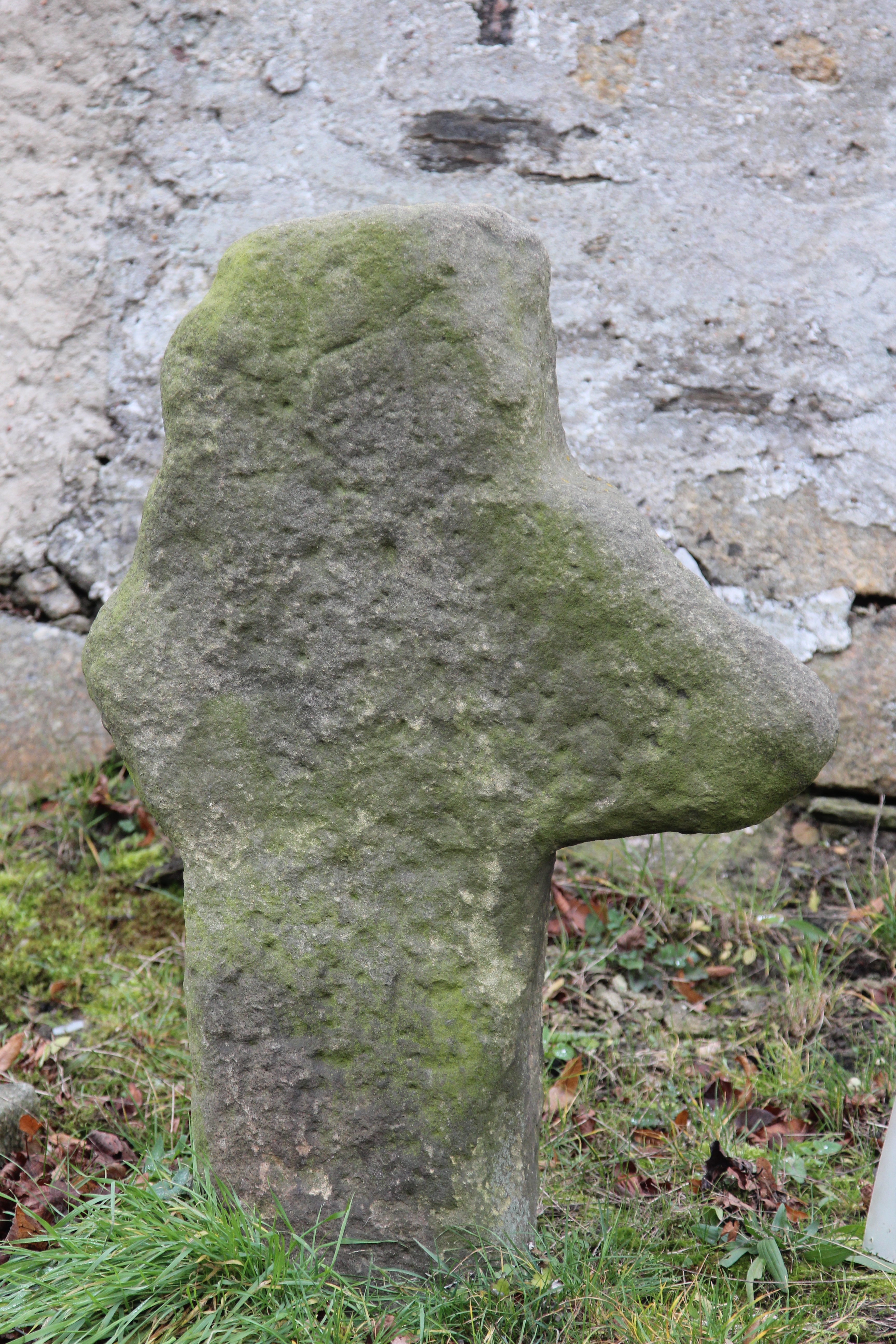
Sühnekreuz
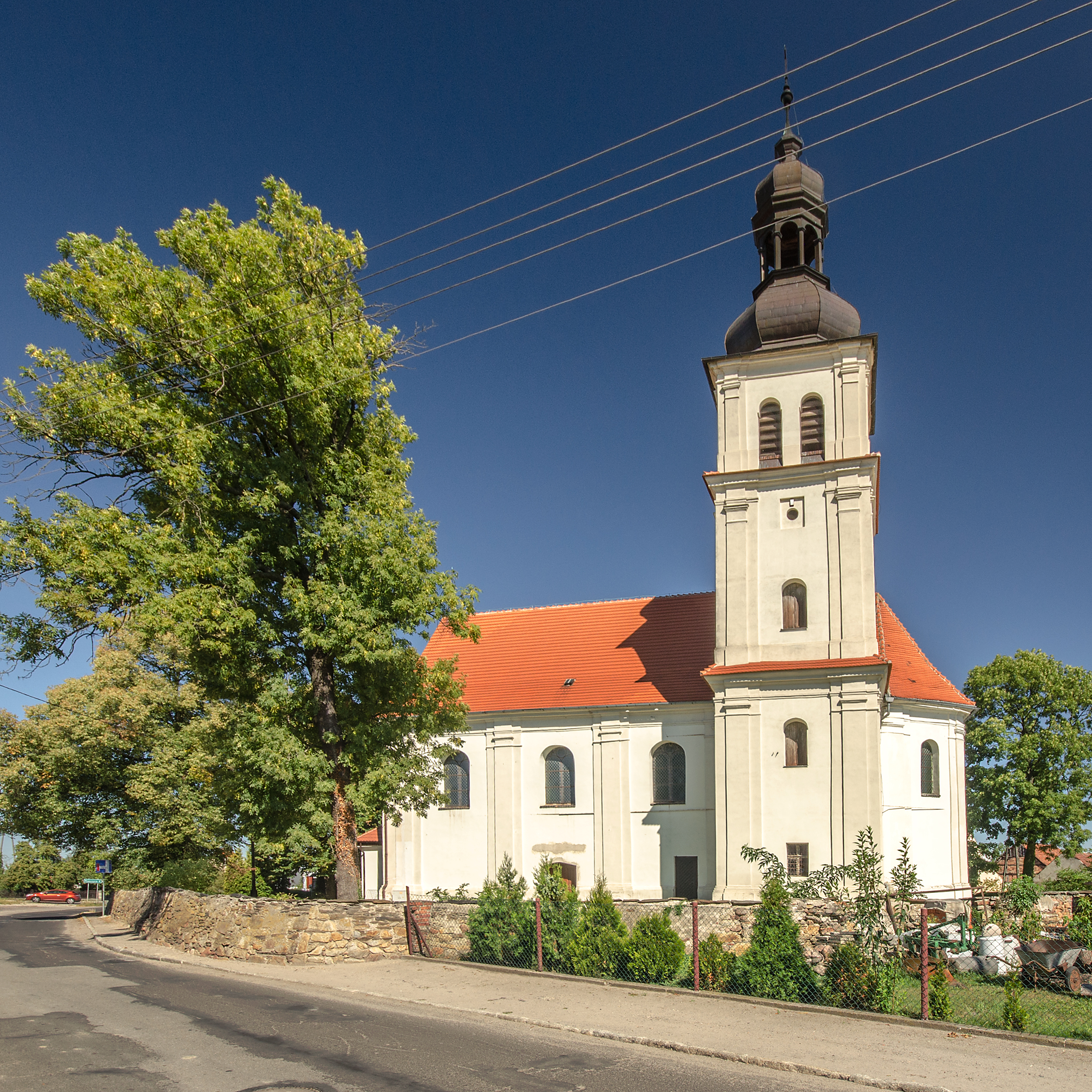
Pfarrkirche St. Michael